# Protoneura capillaris
Protoneura capillaris är en trollsländeart som först beskrevs av Jules Pièrre Rambur 1842.  Protoneura capillaris ingår i släktet Protoneura och familjen Protoneuridae. IUCN kategoriserar arten globalt som otillräckligt studerad. Inga underarter finns listade i Catalogue of Life.